# Nathan Chapman
Nathan Chapman é um produtor musical norte-americano que trabalha com música country. Ele é conhecido principalmente por sua associação com a cantora Taylor Swift, tendo produzido seus álbuns, Taylor Swift, Fearless, Speak Now, Red e 1989. Ele se graduou em 2001, na Lee University.
Entre os outros artistas que Nathan produziu estão The Band Perry, Jill Johnson e Trisha Yearwood. Além da produção, Chapman também toca guitarra, banjo e bandolim durante as gravações.

## Prêmios e indicações
| Ano  | Premiação                 | Categoria                                     | Resultado |
| ---- | ------------------------- | --------------------------------------------- | --------- |
| 2008 | Academy of Country Music  | Álbum do Ano — Taylor Swift                   | Indicado  |
| 2009 | Academy of Country Music  | Produtor do Ano                               | Indicado  |
| 2009 | Academy of Country Music  | Álbum do Ano — Fearless                       | Venceu    |
| 2009 | Country Music Association | Álbum do Ano — Fearless                       | Venceu    |
| 2009 | American Music Awards     | Álbum Country Favorito — Fearless             | Venceu    |
| 2010 | Grammy Awards             | Gravação do Ano — "You Belong with Me"        | Indicado  |
| 2010 | Grammy Awards             | Álbum Country do Ano — Fearless               | Venceu    |
| 2010 | Grammy Awards             | Álbum do Ano — Fearless                       | Venceu    |
| 2010 | Academy of Country Music  | Produtor do Ano                               | Indicado  |
| 2011 | Academy of Country Music  | Álbum do Ano — Speak Now                      | Indicado  |
| 2011 | Academy of Country Music  | Produtor do Ano                               | Indicado  |
| 2011 | Dove Awards               | Melhor Álbum Country — No Changin' Us         | Venceu    |
| 2011 | Dove Awards               | Melhor Álbum Natalino — Home for the Holidays | Venceu    |
| 2012 | Grammy Awards             | Melhor Álbum Country — Speak Now              | Indicado  |
| 2014 | Grammy Awards             | Álbum do Ano — Red                            | Indicado  |
| 2014 | Grammy Awards             | Melhor Álbum Country — Red                    | Indicado  |
| 2016 | Grammy Awards             | Álbum do Ano — 1989                           | Venceu    |